# Chi-X Canada
Chi-X Canada, eine hundertprozentige Tochtergesellschaft von Chi-X Global, ist ein alternatives Handelssystem (ATS) für den Handel mit kanadischen börsennotierten Wertpapieren. Es ist die größte ATS-Plattform in Kanada. Die beiden Plattformen – Chi-X Canada und CX2 – bieten marktunabhängiges Smart Routing, erweiterte Ordertypen, Handelsreporting, Risikomanagement-Tools, historische Marktdaten und plattformübergreifende Konnektivitätsdienste. Mit der Einführung von CX2 durch Chi-X Canada im Mai 2013 stieg die Gesamtzahl der kanadischen ATS auf fünf. Im Dezember 2015 gab Nasdaq bekannt, dass die Übernahme von Chi-X Canada voraussichtlich im ersten Quartal 2016 abgeschlossen sein würd. Die Börse stand Anfang 2015 nach Erhalt unaufgeforderter Angebote zum Verkauf.

## Geschichte
Chi-X Global wurde im Februar 2008 von Instinet mit dem Handel kanadischer börsennotierter Wertpapiere über das ATS Chi-X Canada eingeführt. Im darauffolgenden Monat war die Börse das erste kanadische Handelszentrum, das Smart Order Routing anbot. Bis Mai 2010 überschritt der Marktanteil von Chi-X Canada die 10-Prozent-Marke. Im Oktober 2011 gab das Unternehmen mehrere neue Eigenkapitalpartner bekannt, darunter UBS, BofA Merrill Lynch, GETCO, Goldman Sachs, Morgan Stanley und die Quantlab Group. Im Mai 2015 gaben Nomura und seine Partner bekannt, Chi-X mit einer erwarteten Bewertung von rund 440 Millionen US-Dollar verkaufen zu wollen. Im Dezember 2015 schloss die Nasdaq eine Vereinbarung zur Übernahme von Chi-X Canada ab.